# Dolichogyna picta
Dolichogyna picta är en tvåvingeart som först beskrevs av Philippi 1865.  Dolichogyna picta ingår i släktet Dolichogyna och familjen blomflugor. Inga underarter finns listade i Catalogue of Life.